# Маніфест (гурт)
Manifest — турецький дівочий гурт, створений Hypers New Media. Учасницями гурту є Міна, Лідія, Есін, Хілал, Зейнеп та Суєда. Їхня дебютна пісня — Zamansızdık. Учасниць було обрано в рамках конкурсної програми YouTube Big5 Türkiye. Гурт також натхненний K-pop.

## Історія
Конкурс Big5 Türkiye розпочався у вересні 2024 року з метою створення нової дівчачої групи в Туреччині. Після тривалих відбіркових турів та навчального процесу, в якому взяли участь 15 кандидаток, у фіналі залишилося 12 осіб. Незважаючи на те, що згідно з форматом конкурсу група мала складатися з п'яти осіб, у фінальному епізоді, що вийшов в ефір 30 січня 2025 року, за рішенням журі було обрано шість учасниць. Після фіналу учасниці групи зібралися в Стамбулі і стали називатися Manifest. Їхній перший сингл Zamansızdık був випущений 7 лютого 2025 року під лейблом Hypers Music.
16 лютого 2025 року на своєму першому живому концерті в Jolly Joker Arena в Стамбулі члени групи виступили за участю колишньої учасниці групи Hepsi Гюльчин Ергюль; ці концерти викликали велику зацікавленість. У наступні місяці гурт Manifest зосередився на нових роботах. Група виступила в програмі «İşte Benim Stilim», що транслювалася на TV8. 13 березня 2025 року було оголошено, що група з'явиться на обкладинці березневого номера журналу Cosmopolitan Türkiye . Другий сингл Arıyo вийшов 11 квітня 2025 року. 18 квітня 2025 року група оголосила, що 13 червня проведе власний фестиваль під назвою Manifestival, який має таку ж назву, як і їхній альбом, що вийде в цей день. Після цього оголошення було випущено альбом-фільм під назвою Bi' Hayal İşte та дві пісні з альбому — KTS (Kalbimin Tek Sahibi) і Snap.
Їхні інтерв'ю були опубліковані у всесвітньо відомому музичному журналі Rolling Stone 13 травня 2025 року. Вони є першим турецьким музичним гуртом, представленим в офіційному журналі Rolling Stone.
Їхній перший альбом «Manifestival» вийшов 13 червня 2025 року. Вони зняли музичний кліп на свою пісню «Yaşanacaksa» та танцювальний кліп на пісню «Manifest» разом з Аремом Озгючем та Арманом Айдином.